# Canton d'Angoulême-3
Le canton d'Angoulême-3 est une circonscription électorale française du département de la Charente créée par le décret du 20 février 2014 et entrée en vigueur lors des élections départementales de 2015.

## Histoire
Un nouveau découpage territorial de la Charente entre en vigueur en mars 2015, défini par le décret du 20 février 2014, en application des lois du 17 mai 2013 (loi organique 2013-402 et loi 2013-403). Les conseillers départementaux sont, à compter de ces élections, élus au scrutin majoritaire binominal mixte. Les électeurs de chaque canton élisent au Conseil départemental, nouvelle appellation du Conseil général, deux membres de sexe différent, qui se présentent en binôme de candidats. Les conseillers départementaux sont élus pour 6 ans au scrutin binominal majoritaire à deux tours, l'accès au second tour nécessitant 12,5 % des inscrits au 1er tour. En outre la totalité des conseillers départementaux est renouvelée. Ce nouveau mode de scrutin nécessite un redécoupage des cantons dont le nombre est divisé par deux avec arrondi à l'unité impaire supérieure si ce nombre n'est pas entier impair, assorti de conditions de seuils minimaux. Dans la Charente, le nombre de cantons passe ainsi de 35 à 19.

## Représentation
| Période élective | Période élective | Mandat | Mandat   | Identité         | Nuance | Nuance | Qualité |
| ---------------- | ---------------- | ------ | -------- | ---------------- | ------ | ------ | --- |
| 2015             | 2021             | 2015   | 2021     | Stéphanie Garcia |        | DVD    | Adjointe au maire d'Angoulême (Première adjointe depuis 2020) 3ème Vice-Présidente du Conseil départemental |
| 2015             | 2021             | 2015   | 2021     | François Nebout  |        | DVD    | Médecin Maire de Soyaux 6ème Vice-Président du Conseil départemental                                        |
| 2021             | 2028             | 2021   | en cours | Stéphanie Garcia |        | DVD    | Conseillère sortante                                                                                        |
| 2021             | 2028             | 2021   | en cours | François Nebout  |        | DVD    | Conseiller sortant                                                                                          |

### Résultats détaillés

#### Élections de mars 2015
À l'issue du 1er tour des élections départementales de 2015, deux binômes sont en ballottage : Stéphanie Garcia et François Nebout (Union de la Droite, 42,19 %) et Marie-Christine Cardoso et Geoffray Gourré (FN, 17,9 %). Le taux de participation est de 45,65 % (6 713 votants sur 14 704 inscrits) contre 50,21 % au niveau départementalet 50,17 % au niveau national.
Au second tour, Stéphanie Garcia et François Nebout (Union de la Droite) sont élus avec 78,74 % des suffrages exprimés et un taux de participation de 44,08 % (4 470 voix pour 6 482 votants et 14 704 inscrits).

#### Élections de juin 2021
Le premier tour des élections départementales de 2021 est marqué par un très faible taux de participation (33,26 % au niveau national). Dans le canton d'Angoulême-3, ce taux de participation est de 28,55 % (3 907 votants sur 13 686 inscrits) contre 33,39 % au niveau départemental. À l'issue de ce premier tour, deux binômes sont en ballottage : Stéphanie Garcia et François Nebout (DVD, 52,45 %) et Christophe Duhoux-Salaberry et Alexia Portal (Union à gauche avec des écologistes, 36,38 %).
Le second tour des élections est marqué une nouvelle fois par une abstention massive équivalente au premier tour. Les taux de participation sont de 34,3 % au niveau national, 33,99 % dans le département et 30,21 % dans le canton d'Angoulême-3. Stéphanie Garcia et François Nebout (DVD) sont élus avec 52,85 % des suffrages exprimés (2 067 voix pour 4 134 votants et 13 686 inscrits),,.

## Composition
| Nom                               | Code Insee | Intercommunalité  | Superficie (km2) | Population (dernière pop. légale)                | Densité (hab./km2) | Modifier                                    |
| --------------------------------- | ---------- | ----------------- | ---------------- | ------------------------------------------------ | ------------------ | ------------------------------------------- |
| Angoulême (bureau centralisateur) | 16015      | CA GrandAngoulême | 21,85            | Fraction : 12 708 (2022) Commune : 41 423 (2022) | 1 896              | modifier les données · modifier les données |
| Soyaux                            | 16374      | CA GrandAngoulême | 12,76            | 10 057 (2022)                                    | 788                | modifier les données · modifier les données |
| Canton d'Angoulême-3              | 1603       |                   |                  | 22 765 (2022)                                    |                    | modifier les données                        |

Le canton d'Angoulême-3 comprend :
1. Une commune entière,
2. La partie de la commune d'Angoulême non incluse dans les cantons d'Angoulême-1 et d'Angoulême-2.

## Démographie
En 2022, le canton comptait 22 765 habitants, en évolution de −2,05 % par rapport à 2016 (Charente : −0,48 %, France hors Mayotte : +2,11 %).
| 2013   | 2018   | 2022   |
| ------ | ------ | ------ |
| 22 643 | 22 688 | 22 765 |